# Anoressia riversa
In campo medico, per anoressia riversa, dismorfia muscolare, vigoressia o bigoressia (in inglese: muscle dysmorphia o bigorexia, da cui l'italianizzazione bigoressia) si intende un disturbo dell'immagine corporea, differente dall'anoressia nervosa. Infatti, l'immagine corporea percepita dalla persona è quella di un corpo magro ed emaciato. Caratteristica peculiare di questo disturbo è la continua e ossessiva preoccupazione per quanto riguarda la propria massa muscolare, anche a discapito della propria salute.

## Diagnosi
L'ossessione non trova mai realizzazione, non importano i risultati ottenuti perché, in ogni caso, per la persona appariranno sempre inferiori a quanto voleva ottenere. Il soggetto dedica la maggior parte del tempo ad allenarsi duramente, riducendo tempo ed energie dedicate ad altre aree della propria vita. Il soggetto bigoressico può arrivare a fare uso di farmaci che aumentano la tonicità muscolare, che possono rivelarsi tossici per l'organismo. A causa di tali sollecitazioni innaturali, il soggetto corre maggiori rischi di complicanze fisiche.
I soggetti affetti da bigoressia sono soliti mettere in atto diversi comportamenti caratteristici tra cui:
- osservarsi costantemente e ossessivamente allo specchio
- paragonare il proprio fisico con quello di altri
- provare stress se saltano una sessione d'allenamento in palestra o uno dei loro numerosi pasti
- domandarsi costantemente se hanno assunto abbastanza proteine ogni giorno
- assumere anabolizzanti potenzialmente pericolosi
- trascurare il lavoro, gli studi, la famiglia, e le relazioni sociali pensando solo ad allenarsi
- avere la percezione di un corpo debole e non sufficientemente muscoloso nonostante gli sforzi
- monitorare costantemente il proprio peso

La diagnosi di dismorfia muscolare risponde ai criteri diagnostici per il disturbo da dismorfismo corporeo del DSM-5 con specificazione. Il disturbo non è quindi estendibile a coloro che mostrano solamente un marcato interesse verso il culturismo. L'anoressia riversa sta diventando sempre più comune per via delle pressioni socio-culturali sul fisico maschile, che possono indurre complessi di inferiorità soprattutto nei giovani .
L'anoressia riversa è infatti particolarmente diffusa nei maschi e solitamente appare sul finire dell'adolescenza o all'inizio dell'età adulta. I soggetti predisposti di solito sono già considerati dagli altri come dotati di un buon fisico e spesso il disturbo è accompagnato da depressione .

## Eziologia
Non sono ancora del tutto chiarite le cause che provocano il disturbo. Sono stati però individuati alcuni fattori di rischio che possono favorire la comparsa del disturbo. Il disturbo da dismorfismo corporeo è stato infatti associato ad alti livelli di neglect in età infantile e ad abusi, sia fisici che psicologici, nelle prime fasi dello sviluppo . Fattori di rischio culturali sono inoltre stati ipotizzati soprattutto in quelle culture che presentano modelli corporei muscolosi e scolpiti .

## I numeri
Secondo una recente indagine, il numero di soggetti affetti da vigoressia in Italia sarebbe nell'ordine di 60 000 casi . Il medesimo studio ha consentito di verificare come la classe di età maggiormente colpita da tale disordine clinico, non sia più soltanto quella tipica della tarda adolescenza, ma sia perfino maggiore negli individui di sesso maschile di età compresa tra i 25 e i 35 anni, e al contempo si presentano con sempre maggiore frequenza casi di vigoressia anche tra persone adulte, spesso ultraquarantenni, affascinate dall'idea di poter tornare nuovamente giovani in quanto possono esibire un fisico scultoreo.